# Миякея
Миякея (лат. Miyakea) — монотипный род двудольных растений семейства Лютиковые (Ranunculaceae), включающий вид Миякея цельнолистная (Miyakea integrifolia Miyabe & Tatew.). Выделен японскими ботаниками Кинго Миябе и Мисао Татеваки в 1935 году.
Иногда выделение данного рода ставится под сомнение, и некоторые исследователи предлагают относить единственный вид к роду Ветреница (Anemone). Другое синонимичное название этого вида — Pulsatilla integrifolia Vorosch..

## Ботаническое описание
Опушённый розеточный многолетник с крупными голубовато-сиреневыми цветками и тёмно-зелёными листьями овальной формы. Достигает в высоту 10 см. Цветёт в апреле. Семена созревают в июле.
Ядовито.
Число хромосом — 2n=16.

## Распространение
Miyakea integrifolia — реликтовое растение, является эндемиком России. Он встречается только на Сахалине, причём растение ограниченно распространено даже на территории острова.

## Значение
Миякея цельнолистная — красивоцветущее, но труднокультивируемое растение.

## Замечания по охране
Представитель рода включён в Красные книги России и Сахалинской области, ранее включался также в Красную книгу РСФСР.